# Dicranophragma (Dicranophragma) maculithorax
Dicranophragma (Dicranophragma) maculithorax is een tweevleugelige uit de familie steltmuggen (Limoniidae). De soort komt voor in het Oriëntaals gebied.